# Lunijianlaite
La lunijianlaite (simbolo IMA: Lji) è un rarissimo minerale appartenente alla classe minerale dei "silicati e germanati" con composizione chimica Li0,7Al6,2(Si7Al)O20(OH,O)10.
Strutturalmente appartiene ai fillosilicati.

## Etimologia e storia
Il nome del minerale segue il sistema di nomenclatura cinese per quei minerali stratificati in modo regolare: luni per il gruppo della clorite, che rappresenta la cookeite, jian per l'alternanza degli strati e lian per la pirofillite.

## Classificazione
Nella nona edizione della sistematica dei minerali di Strunz la lunijianlaite è elencata nella classe "9. Silicati (germanati)" e da lì nella sottoclasse "9.E Fillosilicati"; questa è ulteriormente suddivisa in base alla struttura del minerale in modo tale che la lunijianlaite possa essere trovata nella sezione "9.EC Fillosilicati con fogli di mica, composti di reti di tetraedri e ottaedri" insieme a brinrobertsite, dozyite, kulkeite, rectorite, aliettite, saliotite, corrensite, tosudite, karpinskite e idrobiotite, con le quali forma il sistema nº 9.EC.60.
Tale classificazione viene mantenuta anche nell'edizione successiva, proseguita dal database "mindat.org", chiamata anche Classificazione Strunz-mindat.
Nella Sistematica dei lapis (Lapis-Systematik) di Stefan Weiß la lunijianlaite è elencata nella classe dei "silicati" e da lì nella sottoclasse dei "silicati stratificati"; qui il minerale può essere trovato nella sottosezione dei "minerali argillosi, regolarmente stratificati; gruppo della montmorillonite" dove insieme a rectorite, saliotite, kulkeite, aliettite, tarasovite (non più riconosciuta dall'IMA), tosudite e corrensite forma il sistema nº VIII/H.18.
Anche la classificazione dei minerali secondo Dana, usata principalmente nel mondo anglosassone, elenca la lunijianlaite nella classe dei "fillosilicati" e nel gruppo dei "fillosilicati: fogli di anelli a sei membri intercalati 1:1, 2:1 e ottaedri", dove forma il sistema nº 71.4.2 insieme a 	dozyite, rectorite, saliotite, tosudite, corrensite, kulkeite e aliettite.

## Abito cristallino
La lunijianlaite cristallizza nel sistema monoclino con gruppo spaziale sconosciuto.
I parametri reticolari sono a = 5,09 Å, b = 8,97 Å e c = 23,397 Å, oltre a 2 unità di formula per cella unitaria.

## Origine e giacitura
La lunijianlaite è stata trovata all'interno del corindone o anche in giacimenti di pirofillite idrotermale nella riolite, la si trova associata a corindone, diasporo, clorite, illite, halloysite, svanbergite, zeoliti ed ematite.
La lunijianlaite è un minerale rarissimo ed è stato trovato solo a Haikou, nella contea di Qingtian (nello Zhejiang, Cina), che è anche la sua località tipo.